# ISC Paris Business School
ISC Paris Business School este o Școală Europeană de Business cu un campus în Paris. Înființată în 1962.
Programele sale sunt triplu acreditate internațional prin CGE, UGEI și AACSB. Scoala de business se remarca prin absolvenți de renume în afaceri și politică. Școala are un parteneriat cu ISIPCA pentru un MBA de arome si cosmetice.